# シエナ大学
シエナ大学（イタリア語: Università degli Studi di Siena、英語: University of Siena）は、イタリア共和国トスカーナ州シエナに所在する国立大学である。

## 名称
大学の正式名称はイタリア語で「Università degli Studi di Siena」と表記される。英語では「University of Siena」と称される。日本語のカナ転記としては、「スィエーナ大学」がより現地の発音に近いと考えられる。

## 沿革
シエナ大学は、1240年に設立された中世大学である。これは、ヨーロッパにおける大学成立史において特筆すべき出来事であり、当時の学術研究の中心地の一つとしての地位を確立したことを示している。
設立当初より、シエナ大学は法学、文学、医学など幅広い分野の研究と教育を行い、多くの知識人を輩出してきた。中世からルネサンス期にかけて、その学術的な影響力はイタリア国内外に及び、ヨーロッパの知の発展に大きく貢献した。
現代においても、シエナ大学はその伝統を継承しつつ、人文科学、社会科学、自然科学など多様な分野で高度な教育と研究活動を展開している。長きにわたる歴史の中で培われた学術的な蓄積は、今日の国際的な学術コミュニティにおいても重要な役割を果たしている。

## 学部
- 経済
- エンジニアリング
- 人文科学・哲学
- 法律
- 物理・数学
- 医学
- 薬学
- 政治科学

## 卒業生
- ロージー・ビンディ - 政治家
- ジャンナ・ナンニーニ - 歌手